# دبلیودبلیوئی ۲کی۱۷
دبلیودبلیوئی ۲کی۱۷ (به انگلیسی: WWE 2K17) یک بازی ویدئویی کشتی حرفه‌ای است که با همکاری دو شرکت ویژوال کانسپت و یوکس توسعه یافته‌است و توسط شرکت ۲کی اسپورتز برای پلی‌استیشن ۳، پلی‌استیشن ۴، اکس‌باکس ۳۶۰، اکس‌باکس وان و مایکروسافت ویندوز منتشر شده‌است. این بازی در تاریخ‌های ۱۱ اکتبر ۲۰۱۶ (در آمریکای شمالی، استرالیا و اروپا)، ۹ مارس ۲۰۱۷ (در ژاپن) و ۷ فوریه ۲۰۱۷ (برای پی‌سی) منتشر شد. این بازی براساس بازی دبلیودبلیوئی ۲کی۱۴ ساخته شده‌است و چهارمین و آخرین بازی منتشرشده برای کنسول‌های نسل هفتم یعنی اکس‌باکس ۳۶۰ و پلی‌استیشن ۳ می‌باشد.
کاور این نسخه براک لزنر است.